# Profeta Habacuc (Donatello)

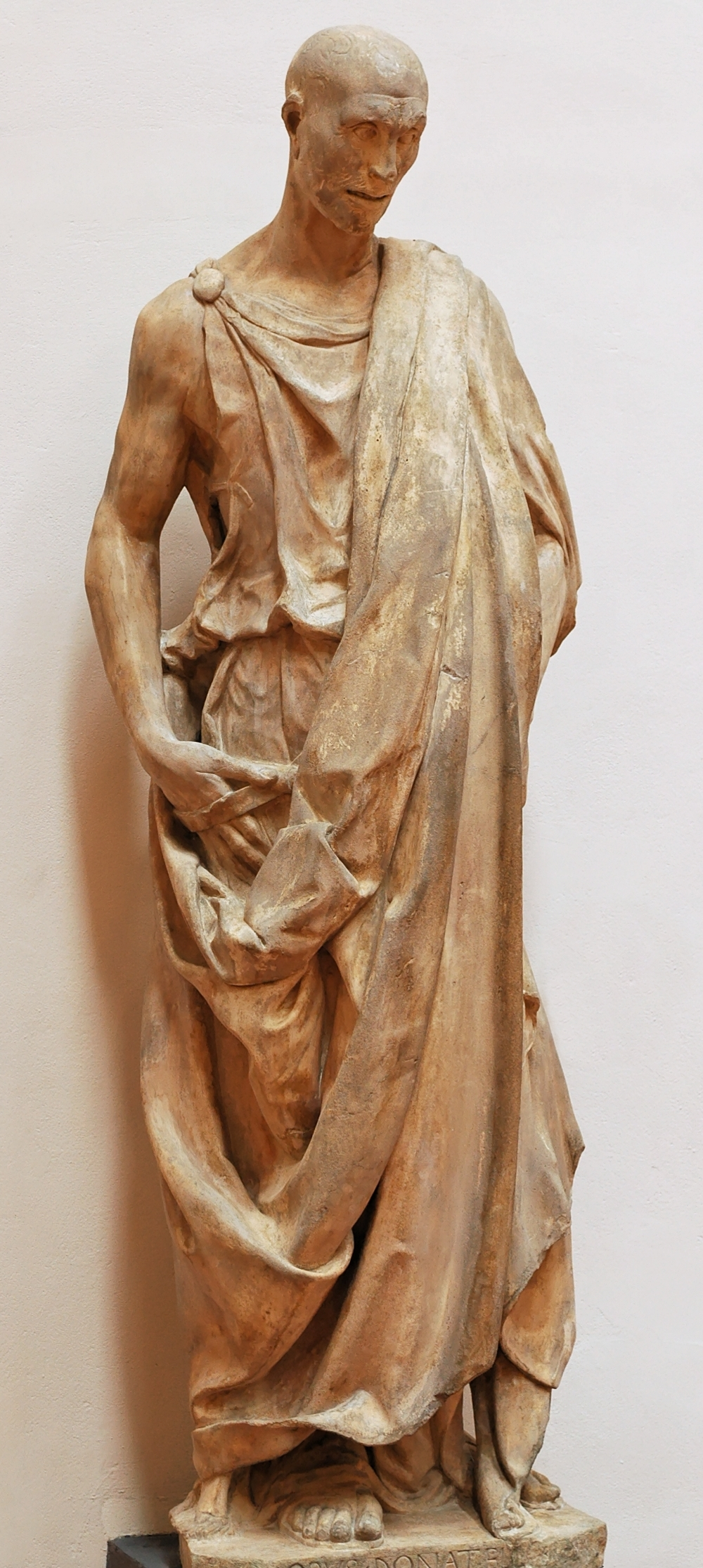
El Profeta Habacuc de Donatello.

El profeta Habacuc, llamado popularmente Zuccone, es la escultura realizada por Donatello para las hornacinas del tercer orden del lado norte del campanario de Giotto, de la catedral Santa María del Fiore de Florencia y que datan de 1423-1435. Está hecha en mármol y se encuentra en el Museo dell’Opera del Duomo (Florencia). 

## Historia
Las estatuas de esta parte del campanario fueron las últimas cuatro en ser talladas entre 1420 y 1435 y fueron destinadas a la parte norte, la menos visible, cerca de la pared de la catedral. Cuando se terminó la ejecución de las esculturas, los comitentes de la catedral estaban tan contentos con las obras que las pusieron en la zona oeste, la más importante porque está en paralelo a la fachada. 
Vasari en Le Vite recuerda cómo fue retratado un tal Barduccio, de una familia que se habían convertido en ricos de la nada y murió en Florencia en 1416. El pueblo lo llamaba el zuccone (el calabacín) por ser calvo y con cráneo alargado. Narra Vasari, también, varias anécdotas, como que Donatello tomó la costumbre de jurar por la estatua del Zuccone. 
Las estatuas de todas las hornacinas fueron trasladadas del campanario al museo en 1937 y sustituidas por unas copias en el exterior. Ennegrecidas por el tiempo, siguen en restauración para ser limpiadas. El Zuccone es una de las que ya están restauradas.

## Descripción
Además, en la iconografía, Habacuc es la de un anciano, mientras que Jeremías aparece como de mediana edad. El trabajo está firmado en la base como Opus Donatelli. 
La escultura de Habacuc es quizás el mejor resultado de toda la serie de la torre, una de las obras maestras de Donatello y la escultura del Renacimiento en general. En comparación con anteriores obras de Donatello (como las tres estatuas del lado este), vemos una importante intensificación de la expresión. 
El profeta está representado calvo, de una delgadez ascética, con una larga túnica que cae desde el hombro izquierdo y que crea profundos pliegues verticales, que hacen hincapié en la majestuosidad de la figura y también en su tormento interior. La boca, los ojos hundidos y profundos junto con la calvicie, que resalta un intenso realismo grotesco. La mirada es intensa y apuntando hacia abajo, es decir, como mirando a los espectadores, ya que su hornacina se encontraba en una considerable altura.